# Frederick Traugott Pursh
Frederick Traugott Pursh (* 4. Februar 1774 in Großenhain, Sachsen; † 11. Juli 1820 in Montreal, Niederkanada, Britische Kolonien; eigentlich Friedrich Pursch) war ein deutschamerikanischer Botaniker und Gärtner. Sein offizielles botanisches Autorenkürzel lautet „Pursh“.   

## Leben
Er hieß ursprünglich Friedrich Pursch und erhielt seine Ausbildung am Botanischen Garten in Dresden. Im Jahr 1799 wanderte er in die USA aus. Seine erste Anstellung fand er bereits kurz nach seiner Ankunft in einem neu eröffneten botanischen Garten in der Nähe von Baltimore. Bereits etwa ein Jahr später ging er nach Philadelphia und arbeitete als Gärtner auf dem Anwesen eines Samuel Beck. Von 1803 bis 1805 war er Gärtner in den Woodlands, einem großen Anwesen, auf dem er John Lyon zur Hand ging. Hier machte er u. a. die Bekanntschaft mit William Bartram, dem Sohn des Botanikers John Bartram sowie mit Reverend Gotthilf Henry Ernest Muhlenberg. Dieser hatte sich jahrelang mit der örtlichen Flora beschäftigt und immer wieder Fundstücke nach Europa zur Begutachtung geschickt. Beide ermöglichten Pursh die Benutzung ihrer Bibliotheken und führten unzählige Gespräche über Pflanzen mit ihm.
Ab 1805 arbeitete er im Auftrag von Benjamin Smith Barton an einer neuen Flora von Nordamerika und studierte in diesem Zusammenhang auch Pflanzen, die während der Lewis-und-Clark-Expedition gesammelt worden waren. Die Zusammenarbeit mit Barton erlaubte es ihm, weiträumige Reisen zu unternehmen. 1805 reiste er von Maryland südlich zu den Carolinas und 1806 nördlich von den Bergen Pennsylvanias bis nach New Hampshire. Er reiste stets zu Fuß und hatte lediglich seinen Hund sowie ein Gewehr bei sich; auf diese Weise legte er jährlich rund 3.500 Kilometer zurück.
Barton´s veröffentlichte seine geplante Flora nie, aber Pursh, der später nach London ging, erwies der amerikanischen Botanik einen großen Dienst, verarbeitete er doch große Teile seiner Erkenntnisse in Flora americae septentrionalis; or A Systematic Arrangement and Description of The Plants of North America, die er 1813 veröffentlichte. Anschließend kam Pursh nach Amerika zurück und emigrierte von dort aus 1816 nach Kanada. Auch hier sammelte er sehr viel, vor allem rund um Québec. Diese Sammlungen wurden jedoch durch ein Feuer zerstört, bevor sie genauer gesichtet und die Ergebnisse veröffentlicht werden konnten.
Dieser Schicksalsschlag traf Pursh sehr, sodass er dem Alkohol verfiel. Zum Zeitpunkt seines Todes war er so verarmt, dass die Beerdigungskosten von seinen Freunden von der Naturwissenschaftlichen Gesellschaft Montreal aufgebracht werden mussten.

## Taxonomische Ehrung
Die Pflanzengattung Purshia DC. ex Poir. aus der Familie der Rosengewächse (Rosaceae) ist nach ihm benannt worden.

## Werke
- Flora Americae septentrionalis, 1814